# San Quirico d’Orcia
San Quirico d’Orcia – miejscowość i gmina we Włoszech, w regionie Toskania, w prowincji Siena.
Według danych na rok 2004 gminę zamieszkiwało 2460 osób, 58,6 os./km².

## Zabytki

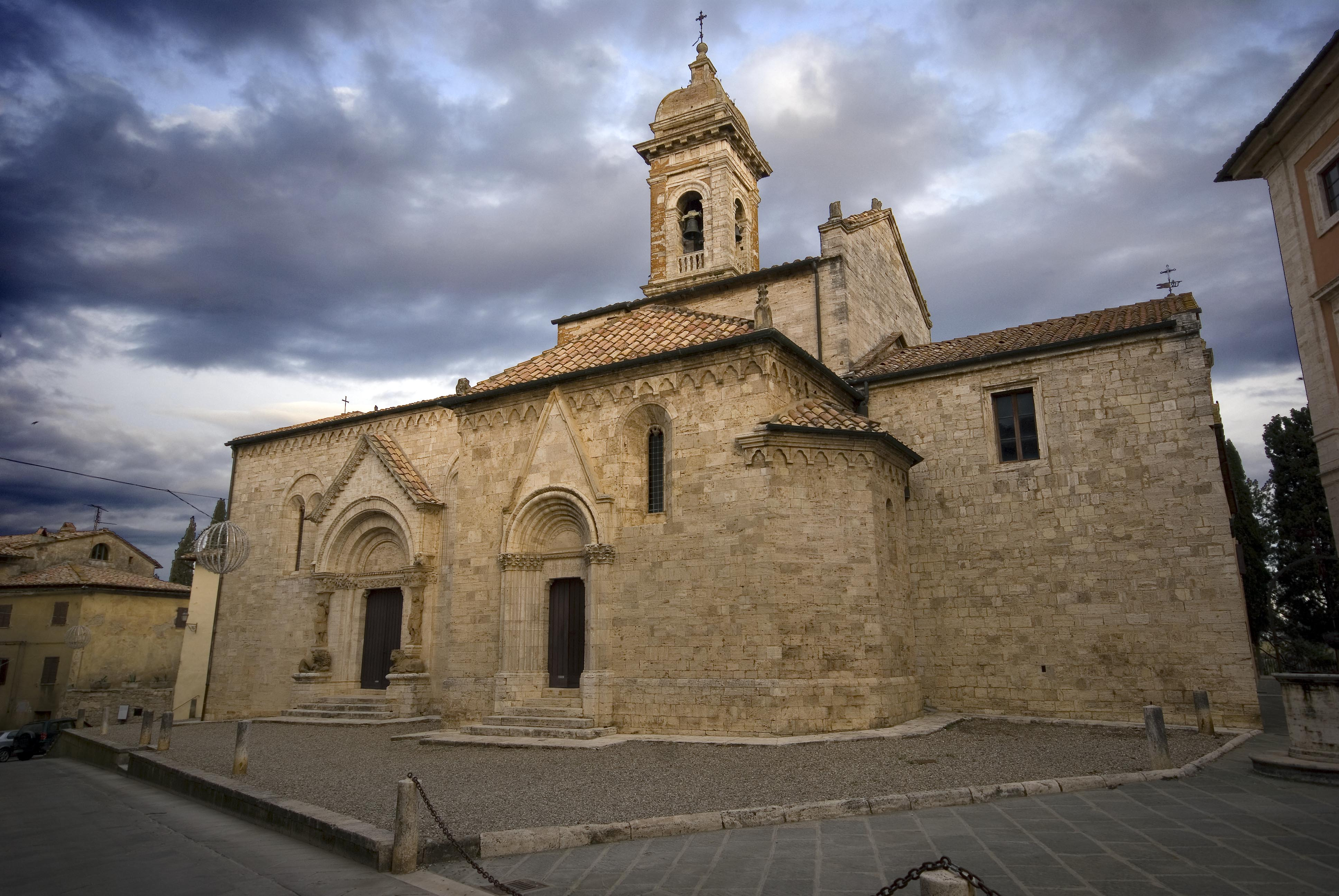
Kolegiata w San Quirico d’Orcia

- kolegiata zbudowana w miejscu wcześniejszego kościoła z VIII wieku. Trzy bogato dekorowane portale wejściowe wykonane około 1080 roku. Wewnątrz na ołtarzu zaprojektowanym przez Sana di Pietro przedstawienie Matki Boskiej, Dzieciątka Jezus i świętych, w tym patrona kościoła i miasta św. Quiricusa
- XVII-wieczny pałac Chigi (Palazzo Chiggi) z odnowionymi freskami wewnątrz
- ogrody Leonini (Horti Leonini) założone w XVI wieku ogrody bukszpanowe